# Gohar (jezero)
Gohar (perz. گهر, ili Gahar) je jezero u pokrajini Luristan na zapadu Irana, oko 85 km istočno od Horamabada odnosno 25 km jugoistočno od Doruda. Smješten je u dolini podno južnih padina Oštoran-Kuha (sastavni dio Zagrosa) i ledenjačkog je podrijetla. Jezero ima površinu od 87,75 ha i zapreminu od 12,26 milijuna m³ što ga čini najvećim slatkovodnim jezerom zapadnog Irana. Također, s 2335 m nadmorske visine i 31 m dubine Gohar predstavlja jedno od najviših odnosno najdubljih jezera u državi. Vodom ga napaja niz manjih planinskih pritoka i izvora, a otječe rijekom Gohar-Rud prema zapadu. Zbog visokog stupnja bioraznolikosti Gohar i okolne planine proglašeni su zaštićenim područjem.

## Zemljopis
Gohar se nalazi na središnjem dijelu Zagrosa odnosno aluvijalnoj dolini koja se usporedno s planinskim lancem pruža u smjeru sjeverozapad-jugoistok i tektonski je oblikovana tijekom mezozoika. Dolina je omeđena Oštoran-Kuhom (3888 m) na sjeveroistoku i Kuh-e Taht-e Kalom (3107 m) na jugozapadu. Stratigrafski profil Oštoran-Kuha sastoji se od kambrijsko-ordovicijskog vapnenca i škriljca, a Kuh-e Taht-e Kale od trijaskih i jurskih dolomita. Geolozi su prvotno pretpostavljali da je zapadna prirodna brana nastala klizištem zbog snažnog prapovijesnog potresa, no istraživanja iz 2012. godine dokazala su da je Gohar zapravo ledenjačkog podrijetla odnosno da je prepreka od 25,38 milijuna m³ plod morena triju ledenjaka. Područje oko jezera vrlo je trusno i razorni potresi učestala su pojava, a posljednji takav zabilježen je 1909. godine (M≈7,4).
U istoj dolini na približno 2,5 km udaljenosti i +75 m većoj visini smješteno je i jezero Mali Gohar koje dijeli slične geomorfološke i limnološke karakteristike, zbog kojeg se Gohar ponekad naziva i Velikim Goharom. Oblik jezera je izdužen i proteže se paralelno s okolnim planinama duljinom od 2,012 km, a širina mu oscilira do 654,3 m na zapadnom dijelu (prosječno 450 m). Površina Gohara iznosi 0,8775 km², nadmorska visina 2335 m, a najveća dubina 28 m. Litoralni pojas prema planinama izrazito je strm i nagib je 40-70%, dok je prema dolini relativno blag. Uz sjevernu obalu jezera prolazi lokalna cesta koja se na državnu cestu 62 nadovezuje kod Doruda na zapadu odnosno Aligudarza na istoku. Najbliža naselja koja gravitiraju jezeru su dvije ruralne zajednice smještene 15-ak km zapadno − Gale-Gohar nizvodno uz Gohar-Rud i Saravand uz navedenu cestu.

## Hidrologija
Gohar se u najširem hidrološkom i hidrogeološkom smislu klasificira pod slijev Perzijskog zaljeva s kojim ga povezuju rijeke Gohar-Rud, Dez, Karun i Arvand-Rud. Jezero se smatra samim izvorom Gohar-Ruda i napaja ga s prosječno 0,5 m³/s, no pri njegovom ušću 40-ak km nizvodno ova vrijednost u travnju se penje i do 21 m³/s. Uži slijev s Goharom u žarištu ima površinu od približno 60 km² i određen je vrhovima Oštoran-Kuha i Kuh-e Taht-e Kalom odnosno prijevojem između dviju planina smještenim 7,0 km od jezera na 2630 m visine. Razvodnicom Oštoran-Kuha odvojen je od porječja Rud-e Marbore odnosno Kuh-e Taht-e Kalom od porječja Ab-e Rudbara, no svi zajedno pripadaju perzijskozaljevskom slijevu i dvije se rijeke također izravno nadovezuju na Dez. Gohar se vodom opskrbljuje prvenstveno pomoću planinskih pritoka koji nastaju proljetnim otapanjem ledenjaka, te nizom manjih izvora na svim stranama. Njegovom dolinom prevladava snježno-šumska klima (Dsa) s prosječnom godišnjom količinom padalina od 700 mm, a temperature se kreću od najmanje −30°C tijekom veljače do najviše +37°C u kolovozu.

## Flora i fauna
Flora i fauna Gohara uvjetovane su snježno-šumskom klimom, velikom nadmorskom visinom i stalnim obiljem pitke vode. Izranjajuće biljke u jezeru prvenstveno uključuju trsku odnosno plutajuće biljke Potamogeton alpinus. Šume se protežu na sjeveroistočnoj strani doline i obiluju hrastom, vrbama, bademom, pistacijom, brijestom, kruškama, jabukama, platanama, orasima, smokvama, jasenom, glogom i narom. Neke od endemičnih vrsta za Luristan ili Iransku visoravan koje se pojavljuju u okolici Gohara su Acanthophyllum crassifolium, Tetrataenium lasiopetalum, Cousinia yasujensis i C. oshtorankuhensis. Sisavci koji posjećuju jezero su perzijski leopard, sirijski smeđi medvjed, vepar, iranski vuk, zlatni čagalj, prugasta hijena, turkmenska lisica, perzijske gazela, smeđi zec, divlja koza i ovca. Introducirane vrste riba uključuju potočnu (Salmo trutta) i kalifornijsku pastrvu (Oncorhynchus mykiss) koja se u jezeru uzgaja od 1973. godine.

## Poveznice
- Zemljopis Irana
- Popis iranskih jezera